# 北海站 (槟城)
北海站位于马来西亚槟城州北海，隶属西海岸铁路线，运营KTM电动列车服务与KTM通勤铁路北马区。马来亚铁道公司是该车站的主要经营者。此站曾作为泰国SRT國際快車的南端终点站，2016年因西海岸铁路线電氣化，該列車縮短至巴东勿刹站。
此站附近有北海临时巴士总站和前往槟城的苏丹阿都哈林渡轮总站，还有免费接驳到渡轮的服务。此站是西海岸铁路线"零公里"的起点，而西海岸铁路线的里程就是从这里开始算起。

## 地理位置

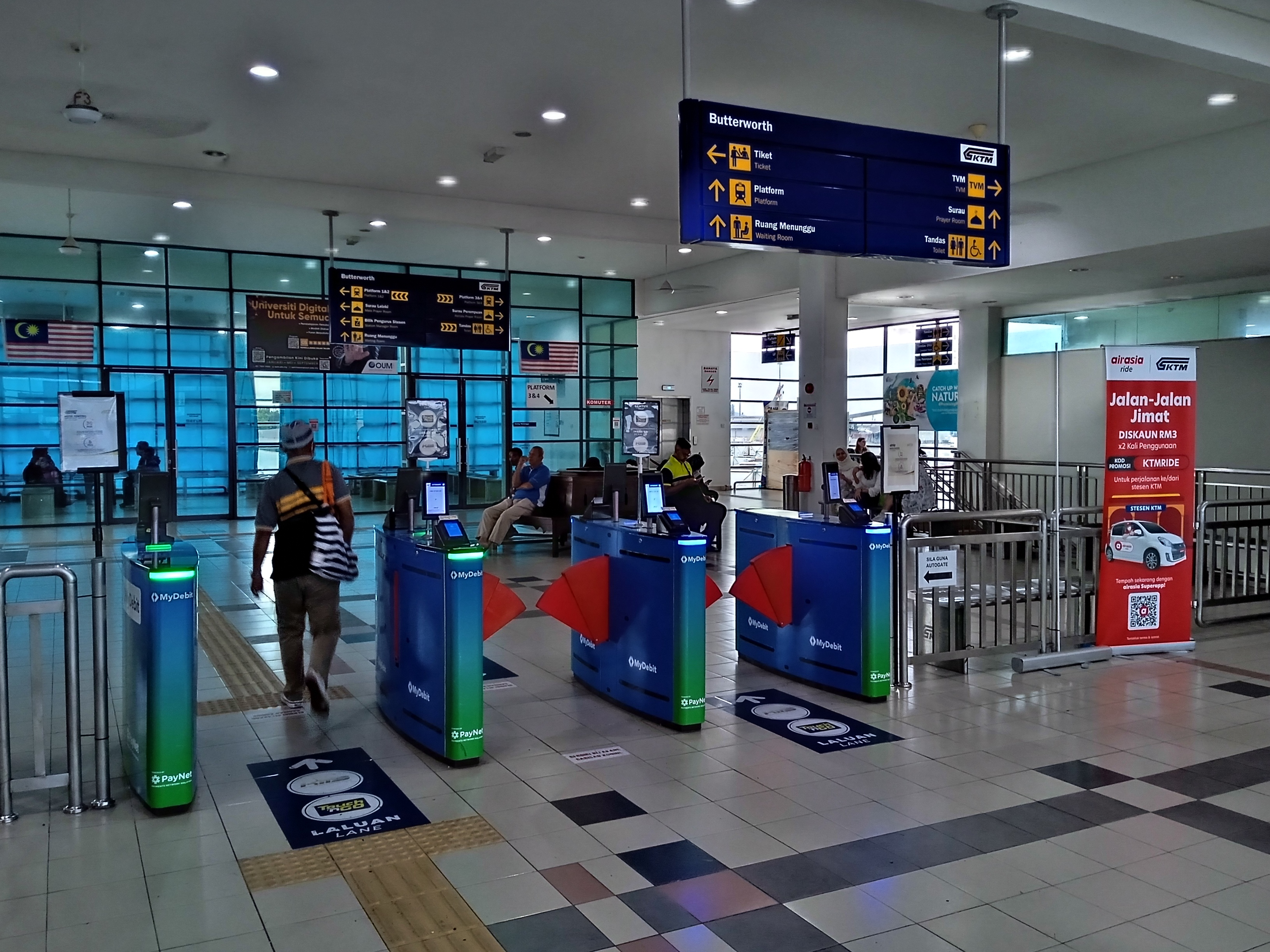
车站大厅（2023年）

北海站坐落槟城威省北海市，可通过联邦1号公路便捷连接市区，邻近北海外环公路（E17）渡轮码头出口。
凭借与渡轮码头及槟城中环广场巴士总站的衔接，本站自启用以来始终是服务威省（北海、诗不朗再也及北赖）与槟岛的重要枢纽。乘客可换乘每小时一班的渡轮（2021年起限载行人）前往乔治市，并转乘城市巴士深入全岛。槟城中环广场另设槟城快捷通威省巴士总站，可通达北海与诗不朗再也周边景点、办公区及商场。

## 历史
本站于1967年随北赖河铁路摆桥启用而投入运营，此前铁路终点位于北赖（Prai），所有列车服务及渡轮均以北赖为起点。
北赖至大山脚铁路于1899年7月通车，随着西海岸铁路线分段竣工，1903年可通达芙蓉市，1909年延伸至新山。1918年巴东勿刹段通车，首班国际快车同年从北赖开往曼谷吞武里站。

### 新站建设
2011年8月5日，旧北海站正式关闭并拆除，临时车站设于原站30米外，毗邻马来亚铁道公司包裹办公室。新北海站随后作为双轨电气化工程组成部分建成。

## 列车服务
马来亚铁道公司提供以下服务：
- 北马区通勤铁路： 北海–巴东勿刹
- 北马区通勤铁路： 北海–怡保
- ETS EP9321/EP9322次"高级"列车： 北海–昔加末（经吉隆坡中央车站、怡保）
- ETS EP9171/EP9176次"高级"列车： 北海–吉隆坡中央车站
- ETS EX9104/EX9107次"特快"列车： 北海–吉隆坡中央车站（停靠较少车站，于2024年8月1日新增）

### 停运服务
- SRT 36次国际快车： 北海–曼谷
- 城际列车01/02次人民快车： 北海–吉隆坡中央车站–新加坡
- 城际列车10/11次北方之光： 北海–吉隆坡中央车站
- 城际列车22次珍珠之声： 北海–吉隆坡中央车站
- 城际列车23次珍珠之声： 北海–新加坡

## 北海北岸箱运码头
本站连接北海北岸箱运码头（NBCT），处理来自柔佛南部及泰国（经巴东勿刹站）的货运。2011年7月1日前，该码头曾通过铁路与新加坡丹戎巴葛甘榜峇鲁车场交换集装箱及空载货车。

## 图集

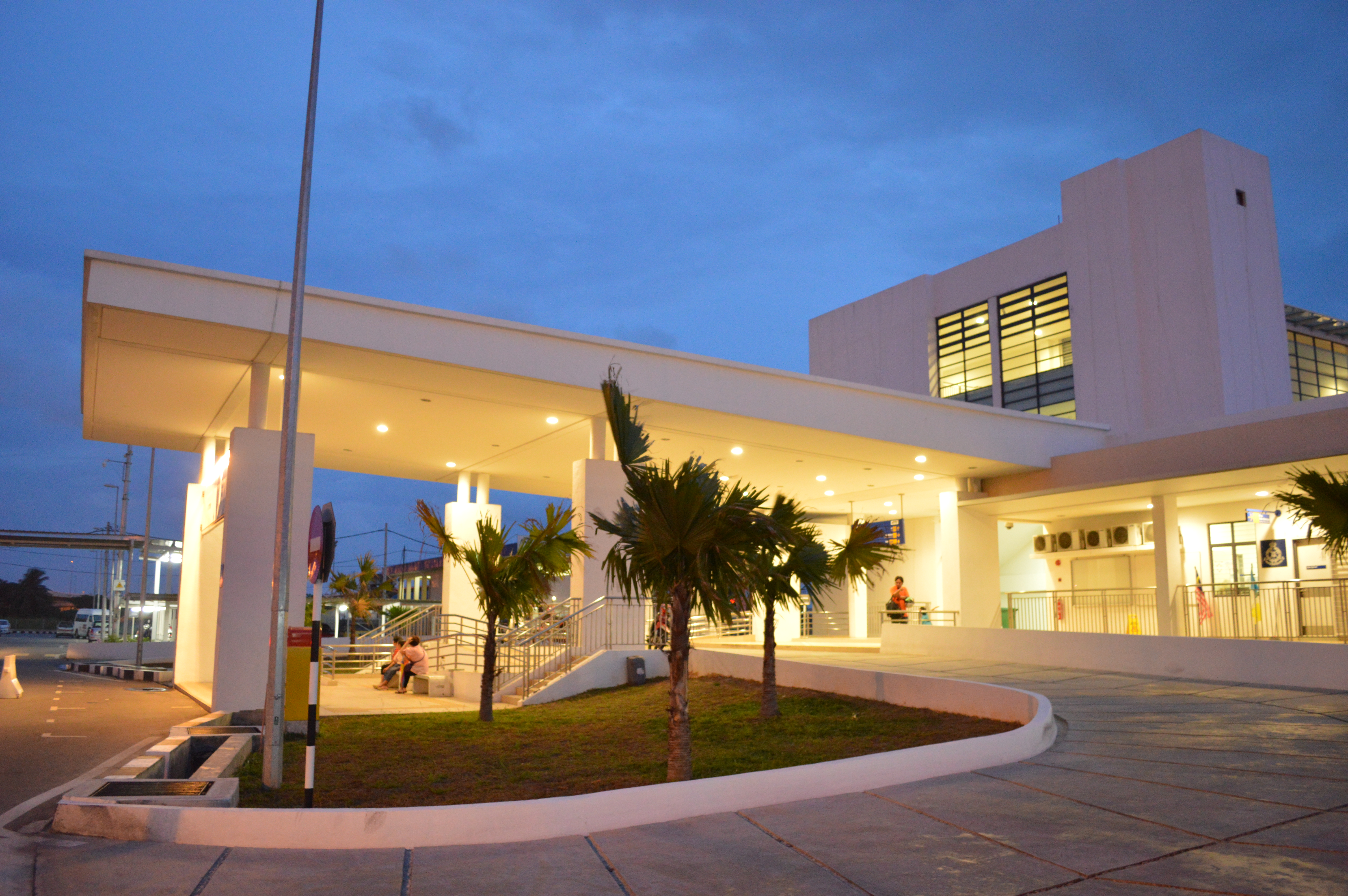
新站入口（右侧视角）
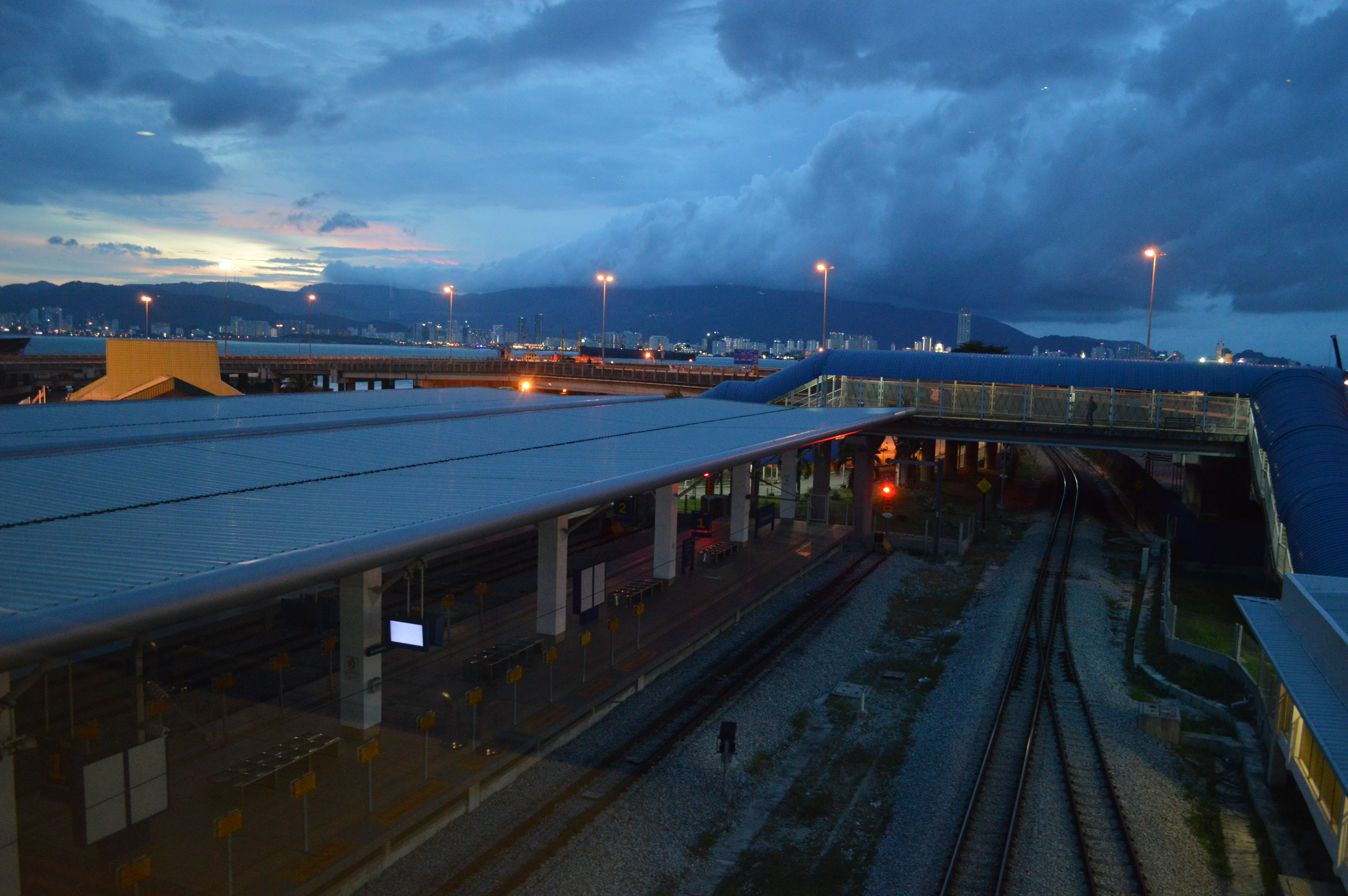
新站轨道终点
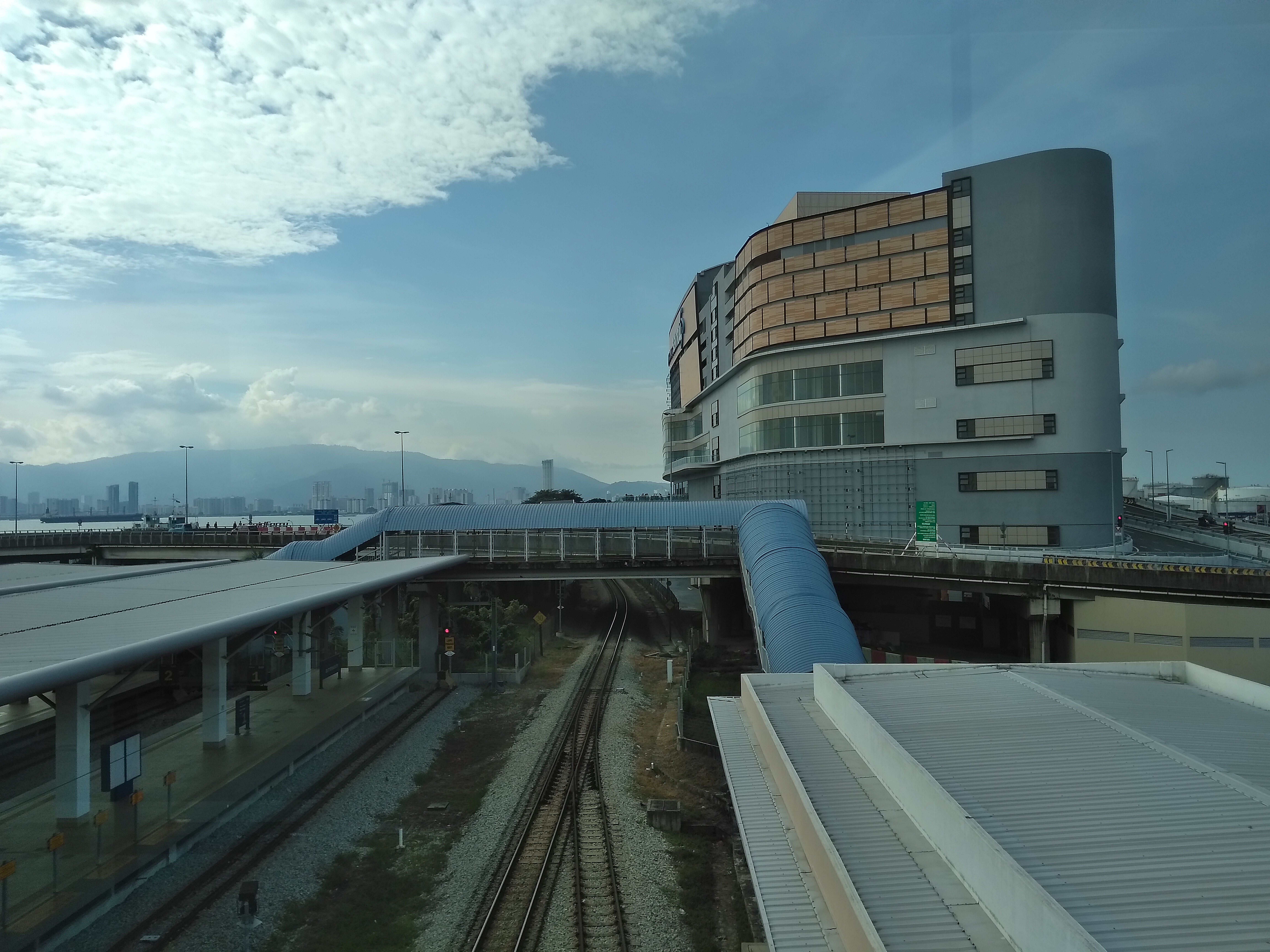
槟城中环广场（2018年11月22日启用）开放后的轨道终点
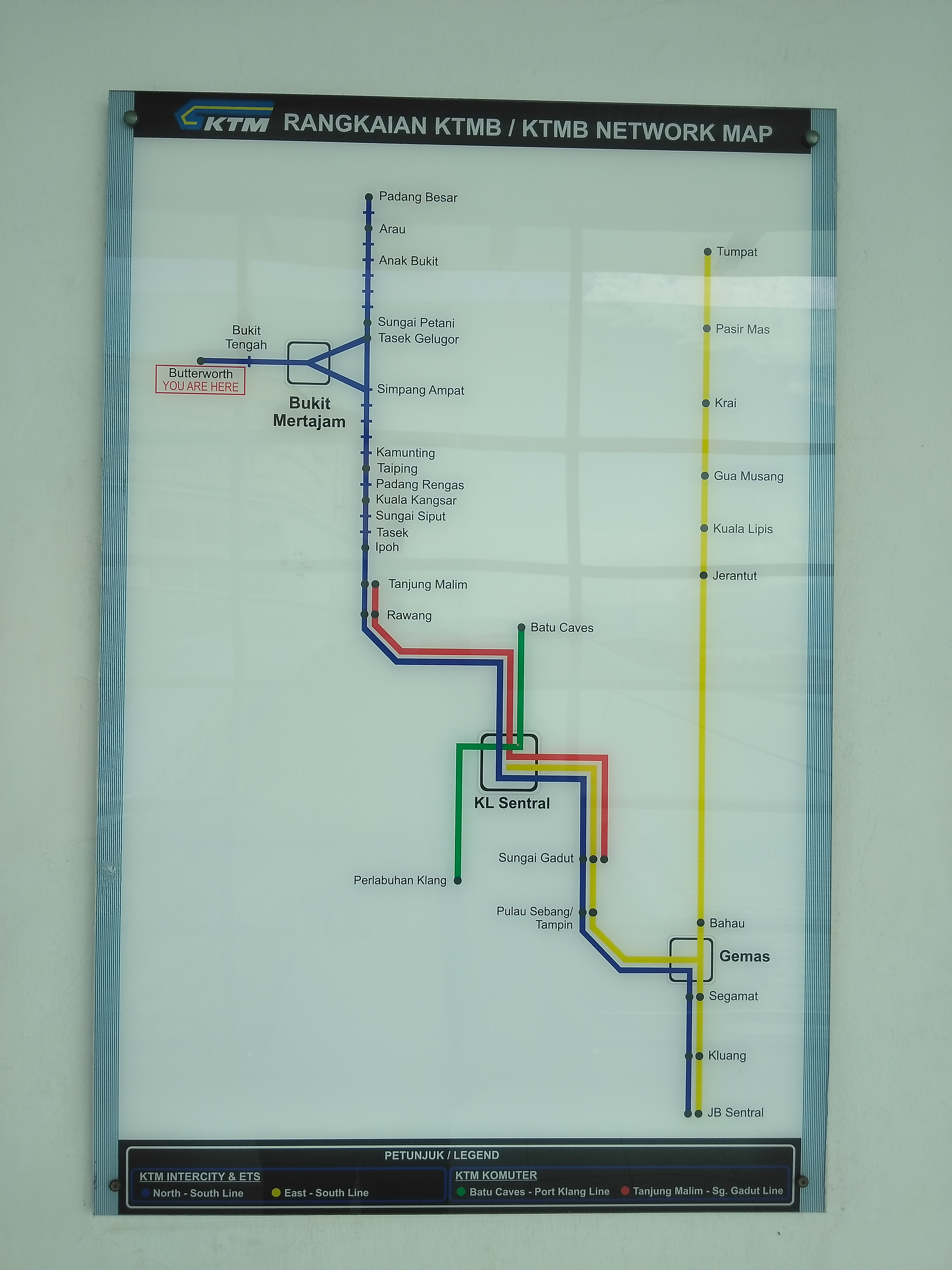
车站信息板
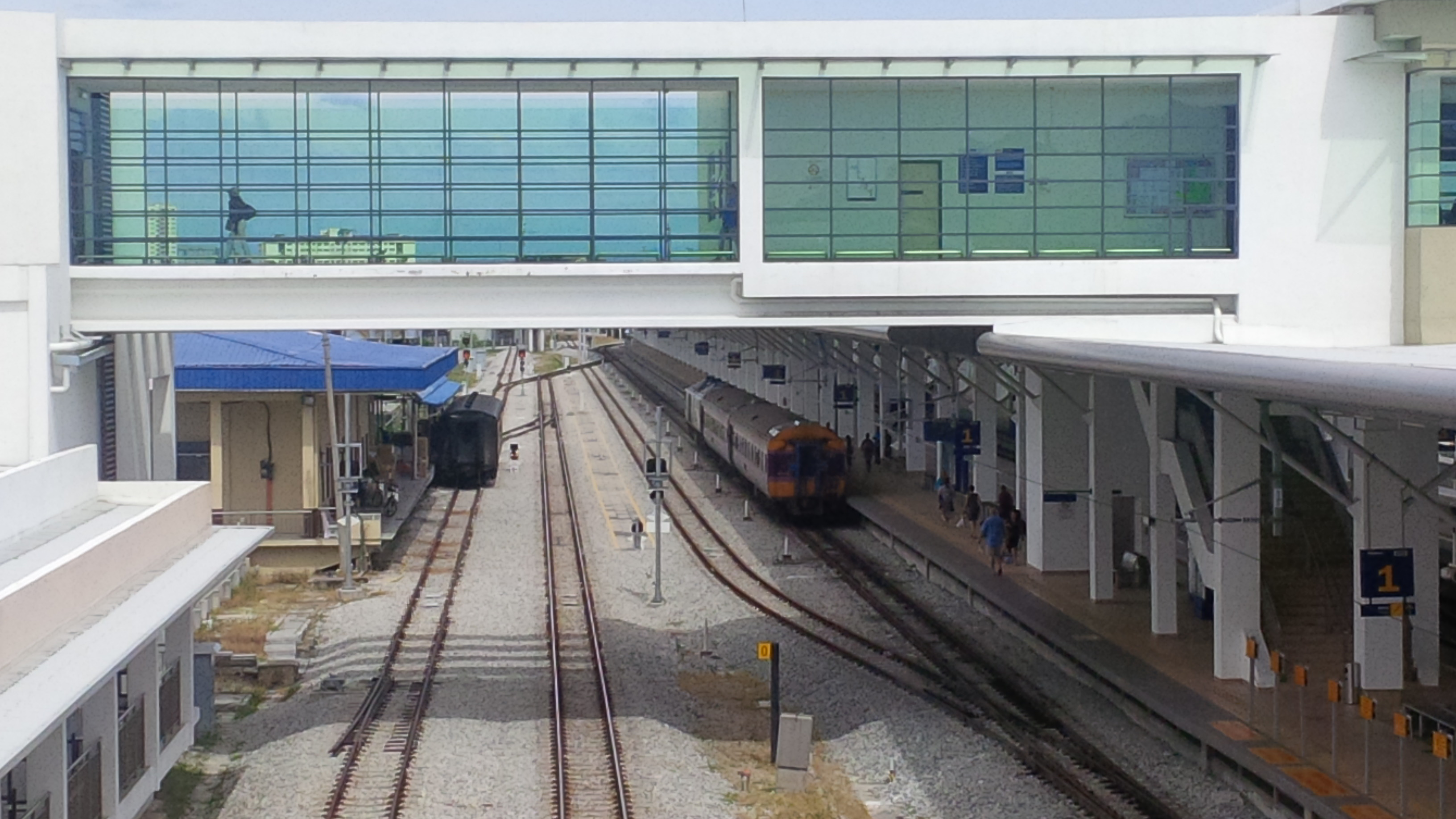
新站人行天桥下的"零公里"标志
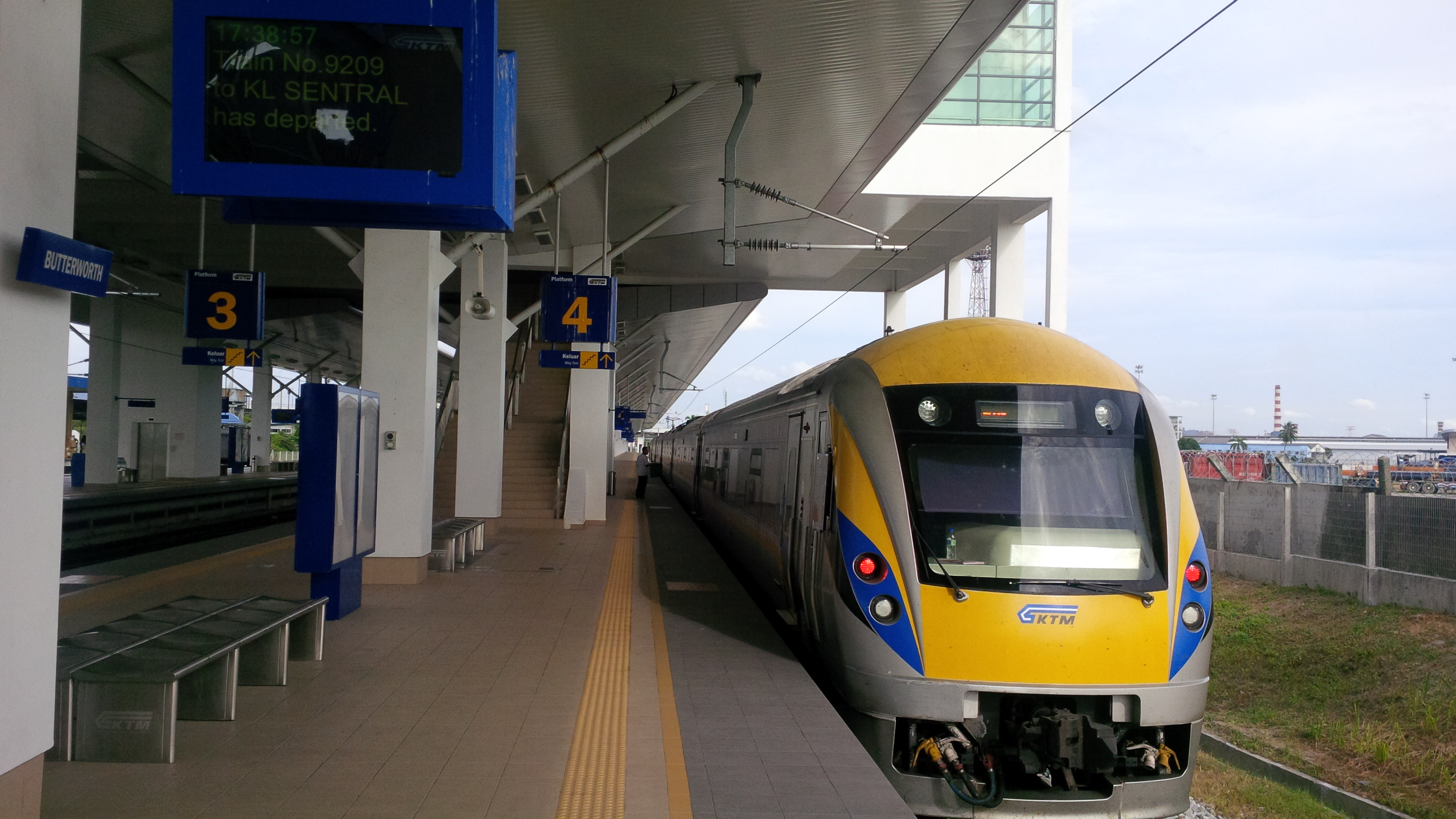
2015年8月6日17:38发往吉隆坡的电动列车
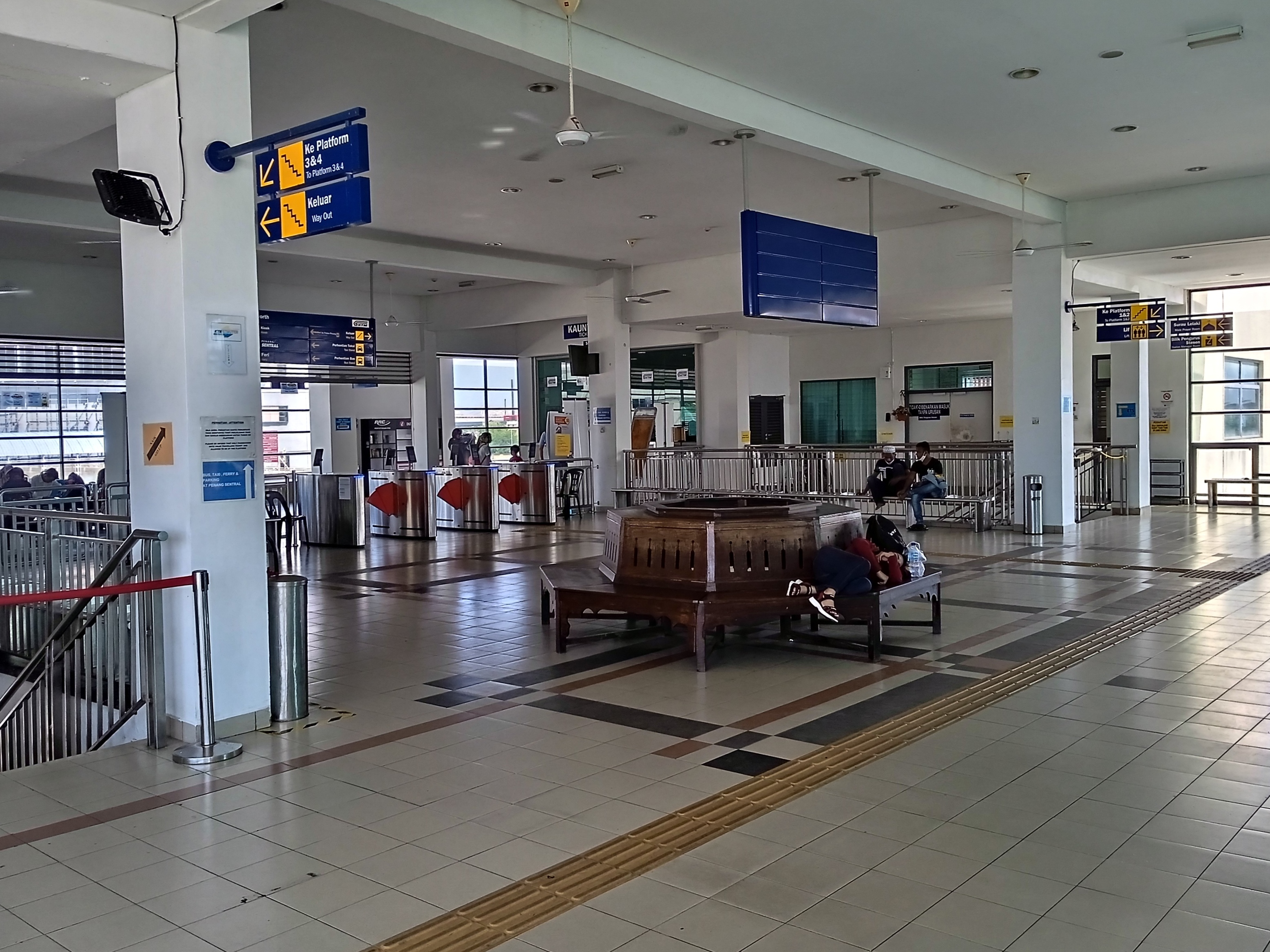
月台区上方大厅，含售票柜台及怡保旧站移用木椅
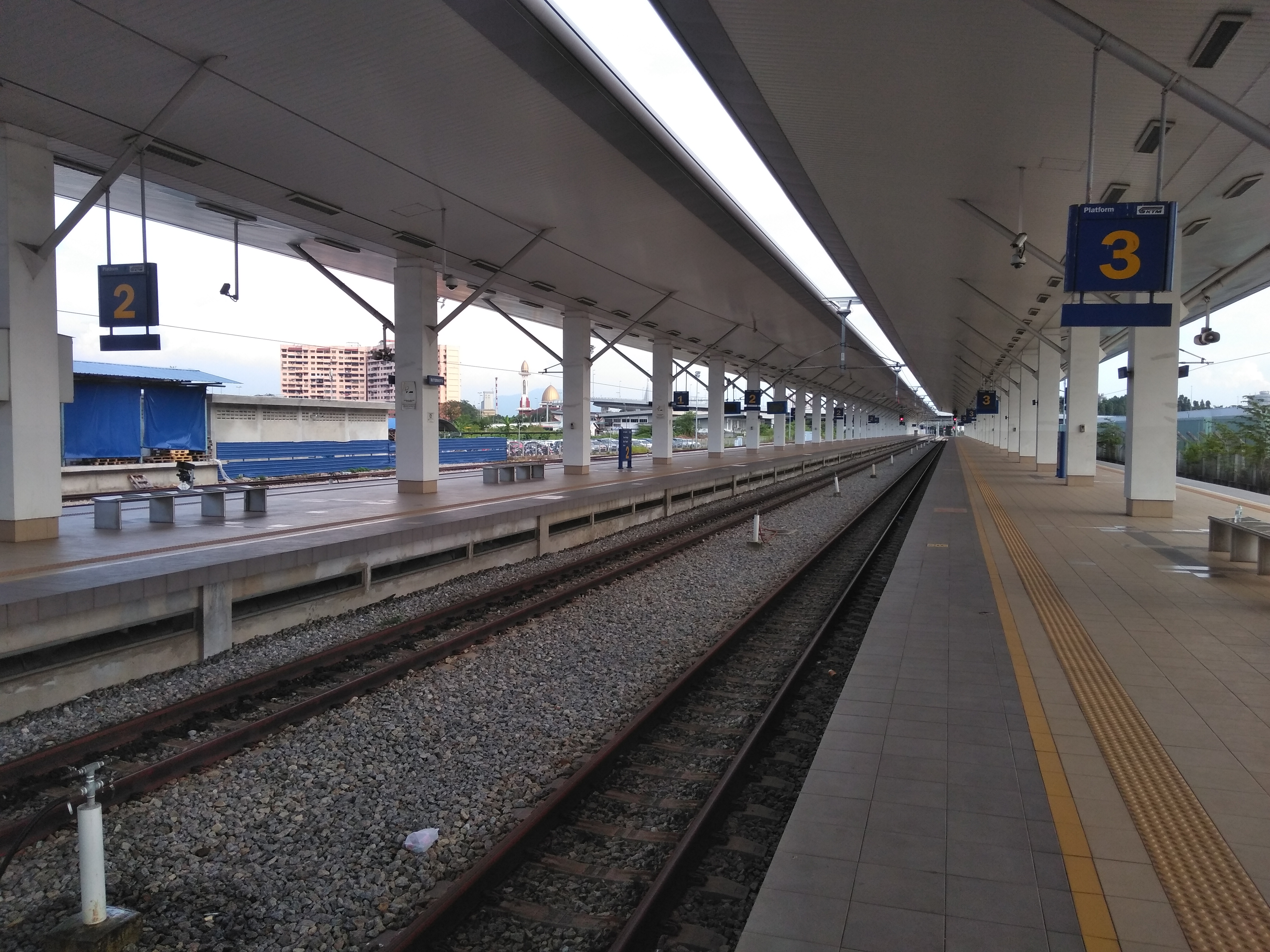
月台区全景
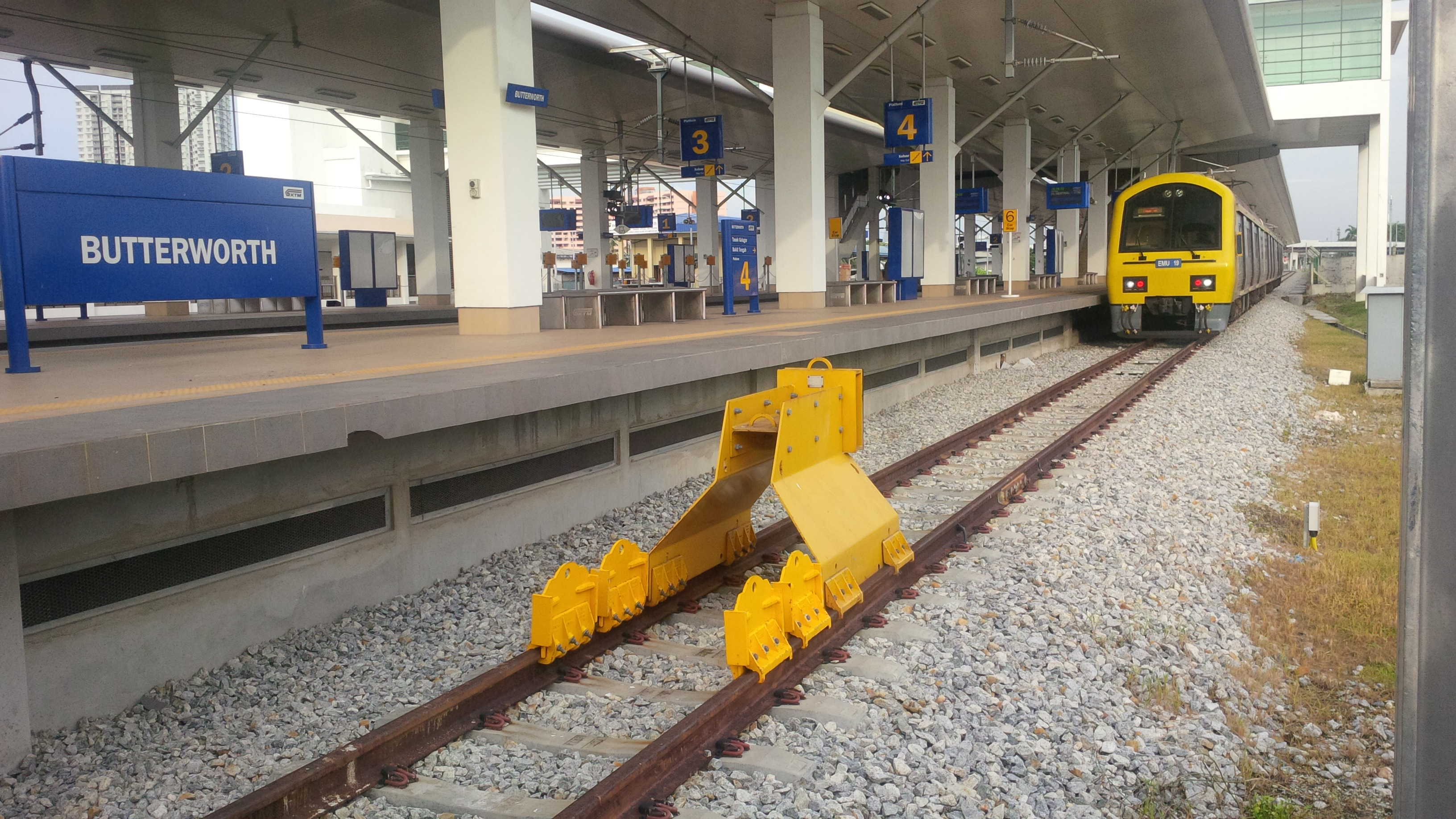
月台区另一视角
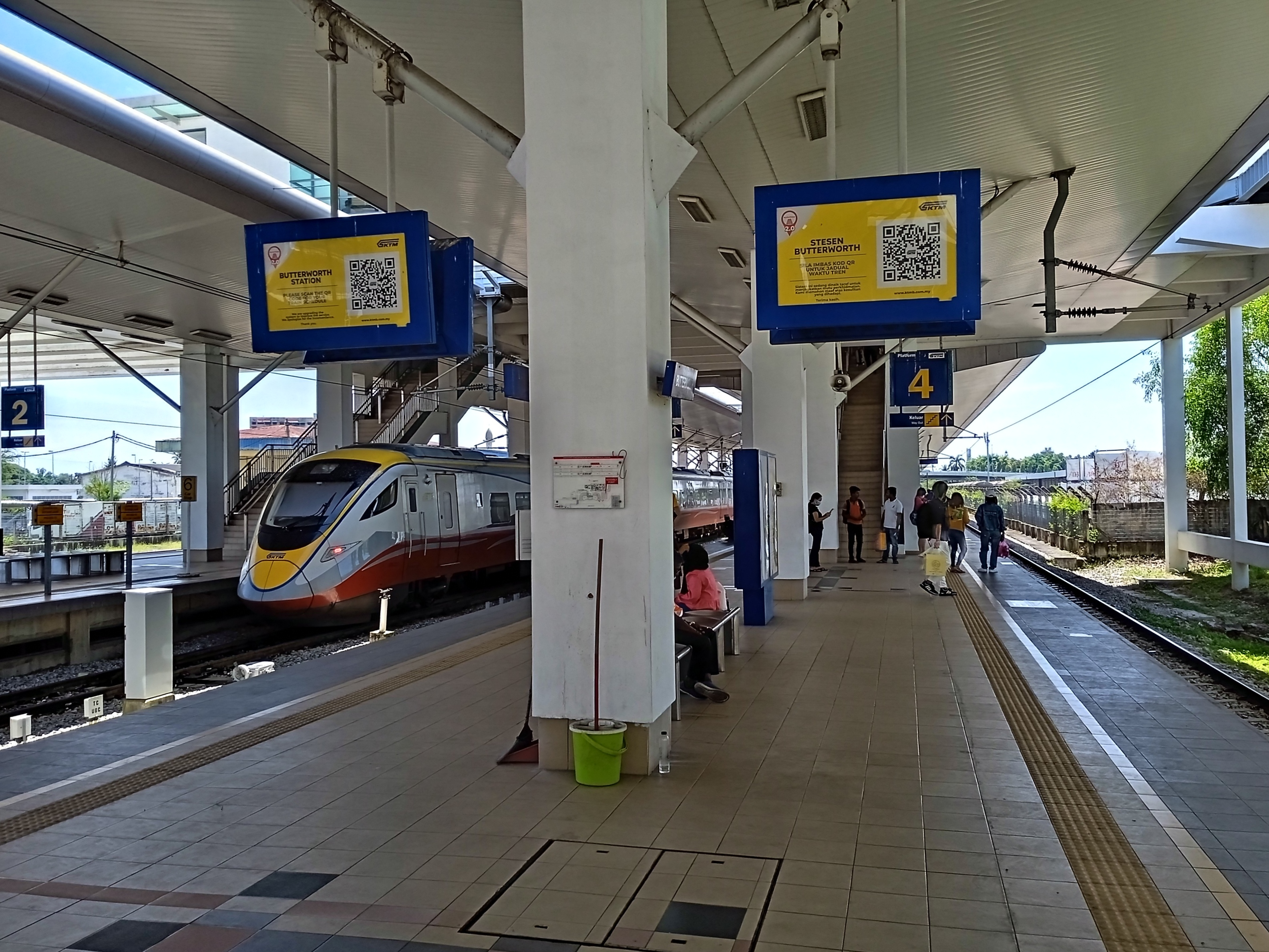
月台区细节
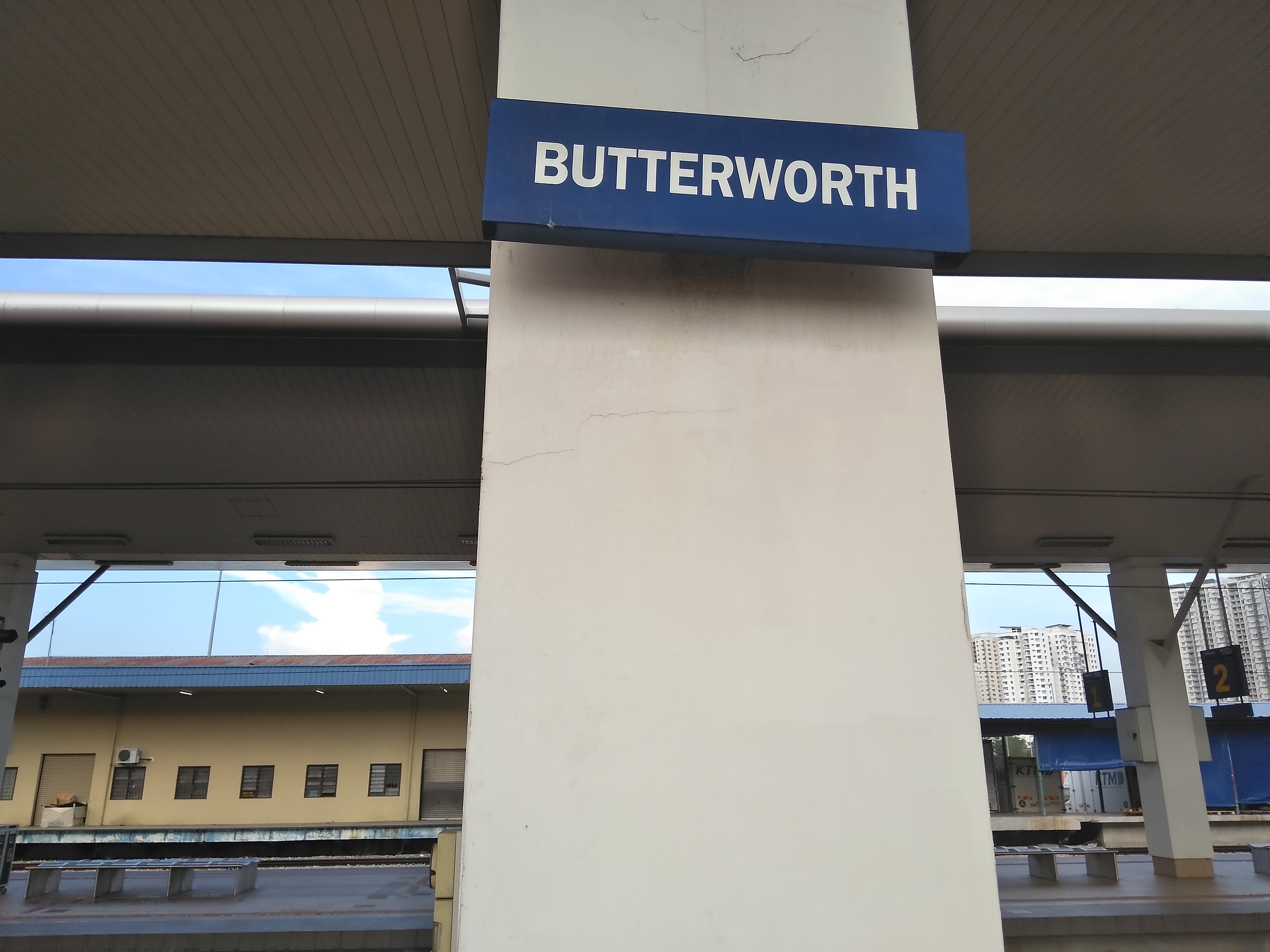
车站标识
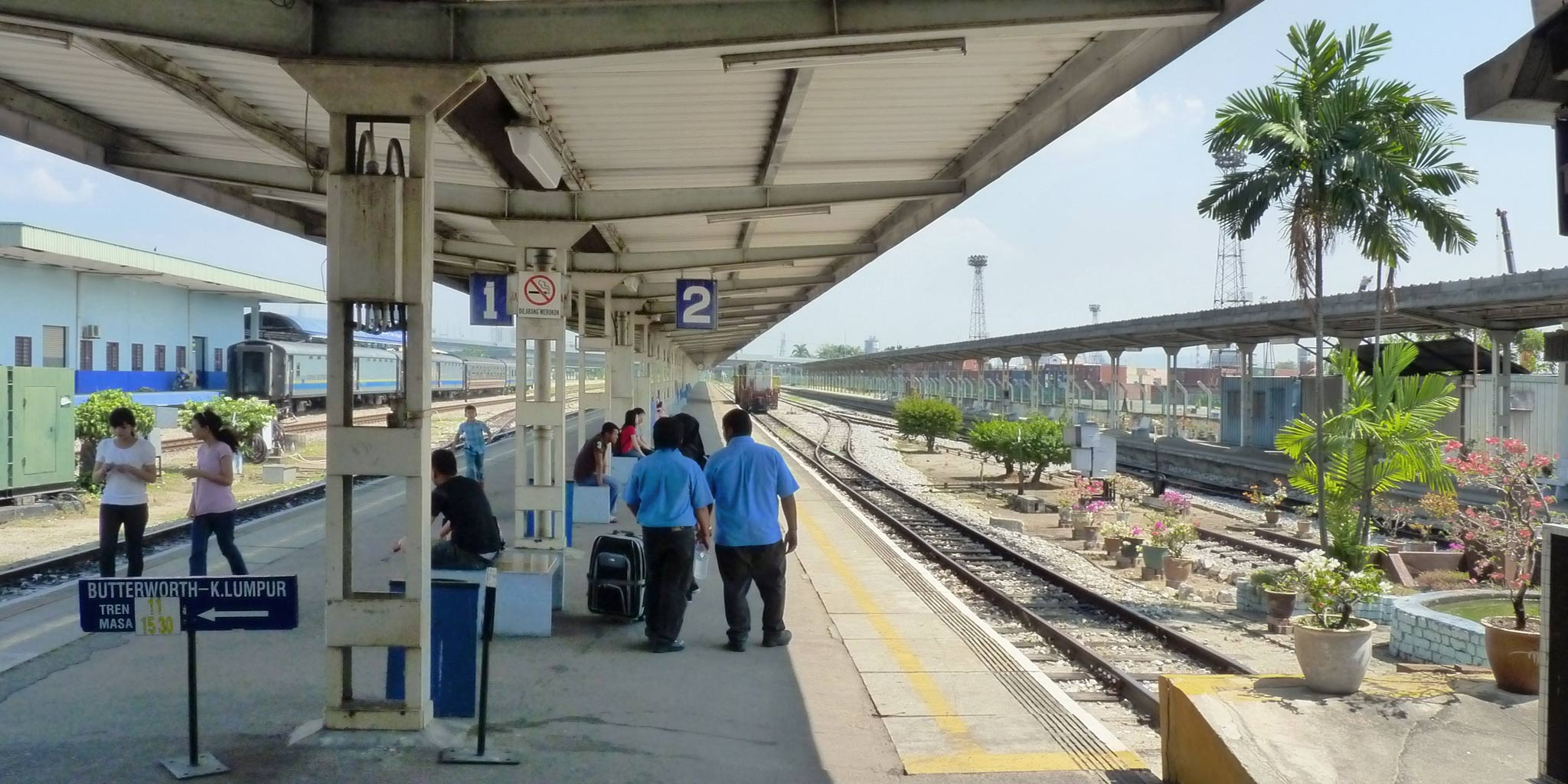
2011年2月旧站月台